# إيفان كافيدس

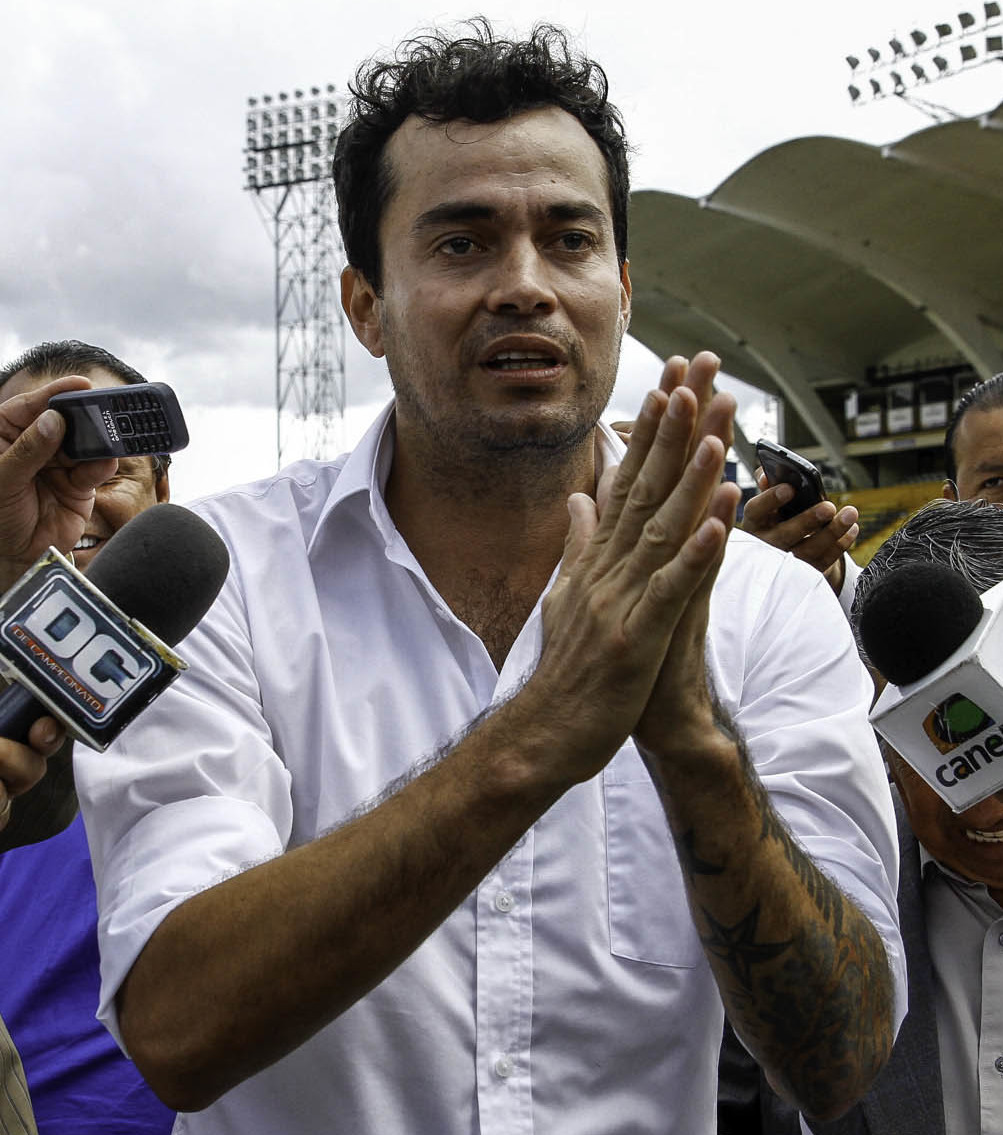

خايمي إيفان كافيدس ليورنتي، من مواليد 24 أكتوبر 1977 في سانت دومينيغو دي لوس كولورادوس في الأكوادور، لاعب كرة قدم أكوادوري، ويلعب مع نادي برشلونة الأكوادوري ومنتخب الأكوادور لكرة القدم.
بدأ كافيدس مسيرته الكروية في نادي إيميلك في عام 1998، وفي موسم 1998/1999 انتقل إلى نادي بيروجيا الإيطالي، وفي موسم 1999/2000 انتقل إلى نادي سيلتا فيغو الإسباني، وأكمل الموسم مع نادي بويبلا، وفي موسم 2000/2001 انتقل إلى نادي بلد الوليد، وفي موسم 2001/2002 انتقل إلى نادي سيلتا فيغو، وأكمل الموسم مع نادي بورتو، وعاد في عام 2002 إلى نادي برشلونة الأكوادوري، وفي موسم 2002/2003 رجع إلى نادي سيلتا فيغو، وأكمل الموسم مع نادي بويبلا، ولعب في عام 2003 مع نادي كيوتو، وفي موسم 2004/2005 انتقل إلى نادي كريستال بالاس الإنجليزي، وموسم 2005/2006 لعب مع نادي أرجنتينوس جونيورز، وهو يلعب حاليا مع نادي برشلونة الأكوادوري.
لعب كافيدس مع منتخب الأكوادور لكرة القدم لأول مرة في عام 1998، وقد شارك في كأس العالم لكرة القدم 2002 وكأس العالم لكرة القدم 2006.

## وصلات خارجية
- إيفان كافيدس على موقع الاتحاد الدولي (مؤرشف)  (الإنجليزية)
- إيفان كافيدس على موقع قاعدة بيانات كرة القدم.إي يو (الإنجليزية)
- إيفان كافيدس على موقع ناشيونال فوتبول تيمز (الإنجليزية)
- إيفان كافيدس على موقع Soccerway.com (الإنجليزية)
- إيفان كافيدس على موقع عالم كرة القدم.نت (الإنجليزية)